# Bărcuț, Brașov
Bărcuț  (în maghiară Báránykút, în trad. „Fântâna Mielului”, în germană Bekokten, Brekolten) este un sat în comuna Șoarș din județul Brașov, Transilvania, România. Se află în partea de vest a județului, în Podișul Hârtibaciului.

## Așezare geografică

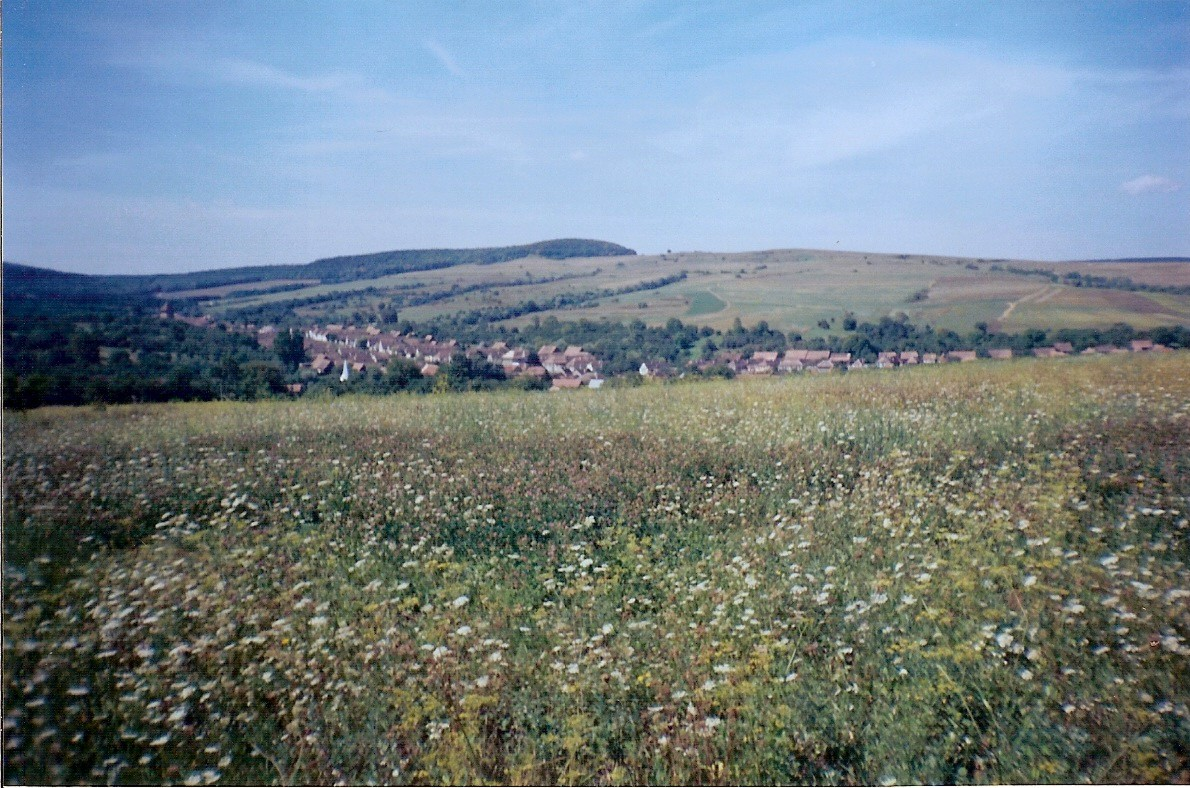
Bărcuț, vedere de ansamblu

Din punct de vedere geografic satul Bărcut este așezat în podișul Transilvaniei, la 27 km de Făgăraș și 35  km orașul Agnita. Din punct de vedere administrativ aparține județului Brașov. Până la sfârșitul perioadei interbelice a făcut parte din plasa Făgăraș din cadrul județului Făgăraș.
Relieful este cel specific zonelor subcarpatice, o întreagă succesiune de dealuri și văi, câmpii intracolinare cu variații sensibile de relief, numită și Țara Făgărașului.
Altitudinea este de 723 m (max.) și 482 m (min.) media 602 m.
Satele vecine sunt la N - Retiș, N-NE - Grânari, E - Lovnic, S - Șoarș, V. - Seliștat.
În perimetrul satului se află izvorul râului Hârtibaciu.
Clima este temperată, peste noapte temperaturile sunt scăzute, făcându-se simțită interferența cu temperaturile mai coborâte de pe înălțimile carpatice ale Munților Făgăraș.

## Demografie
La recensământul din 1930 au fost înregistrați 1.162 locuitori, dintre care 620 germani, 483 români, 53 țigani, 6 maghiari ș.a. Sub aspect confesional populația era alcătuită din 620 luterani, 521 greco-catolici, 15 ortodocși ș.a.

## Galerie de imagini

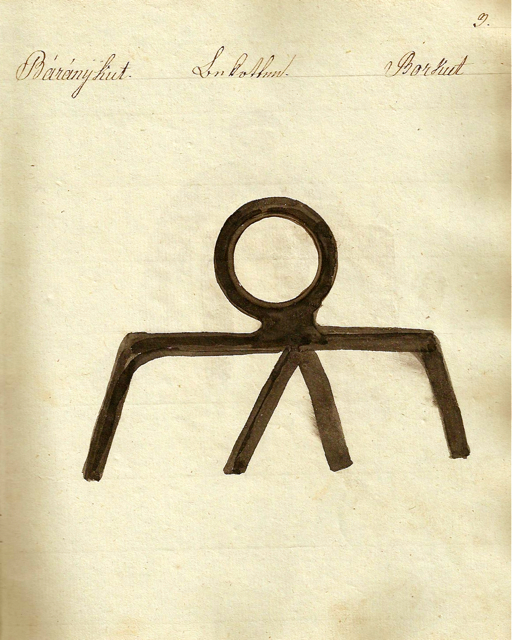
1826 - Danga pentru vite
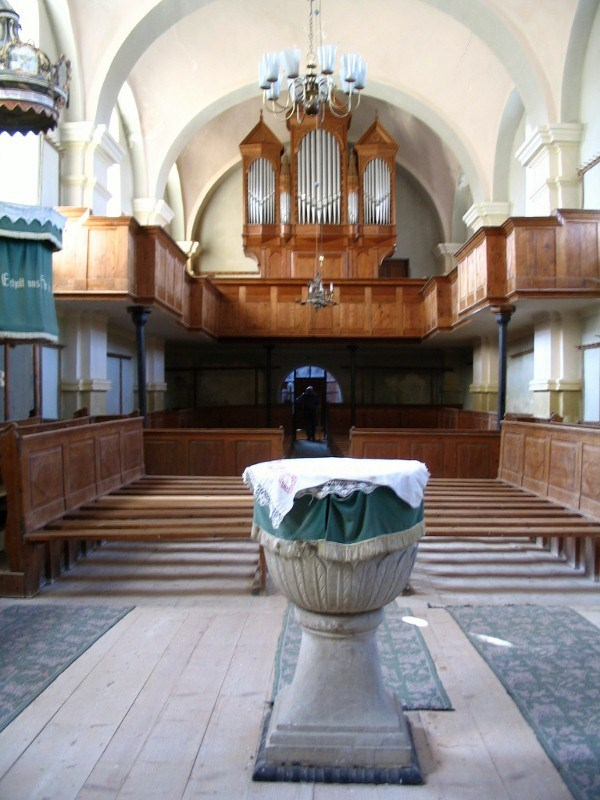
Biserica fortificată din Bărcuţ
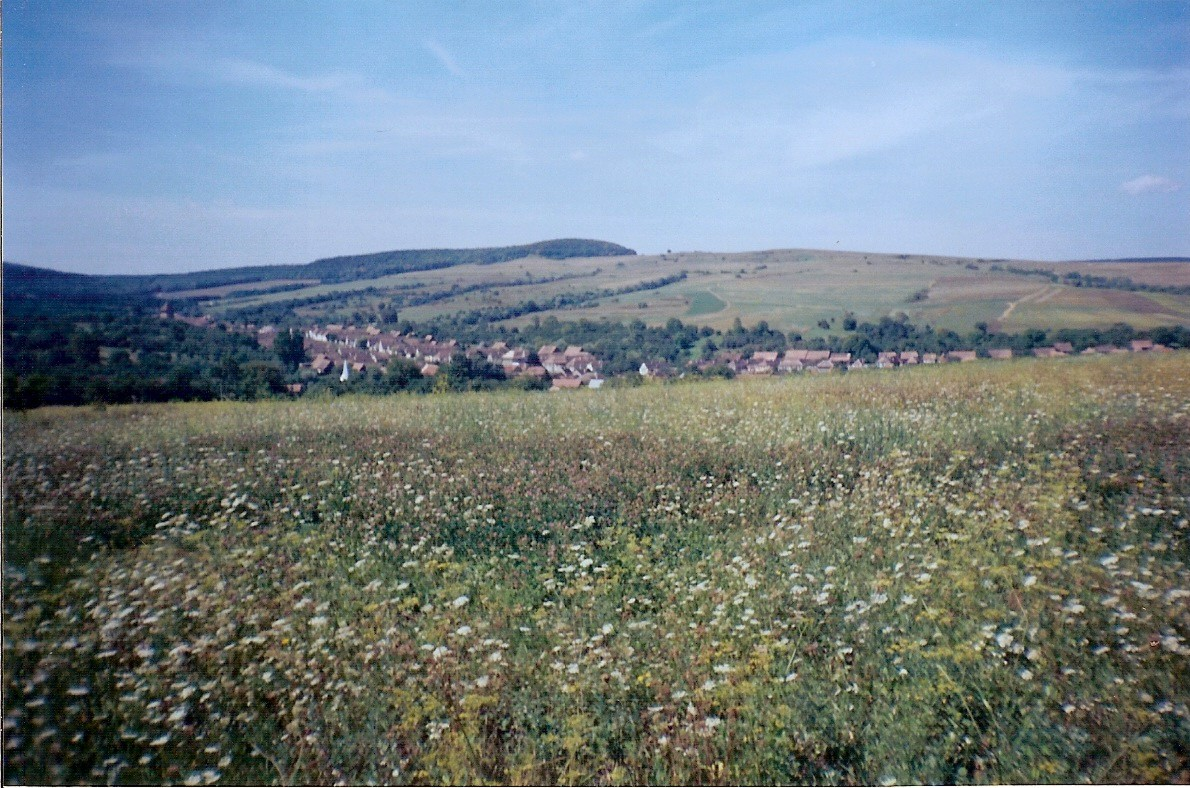
Panoramă asupra satului
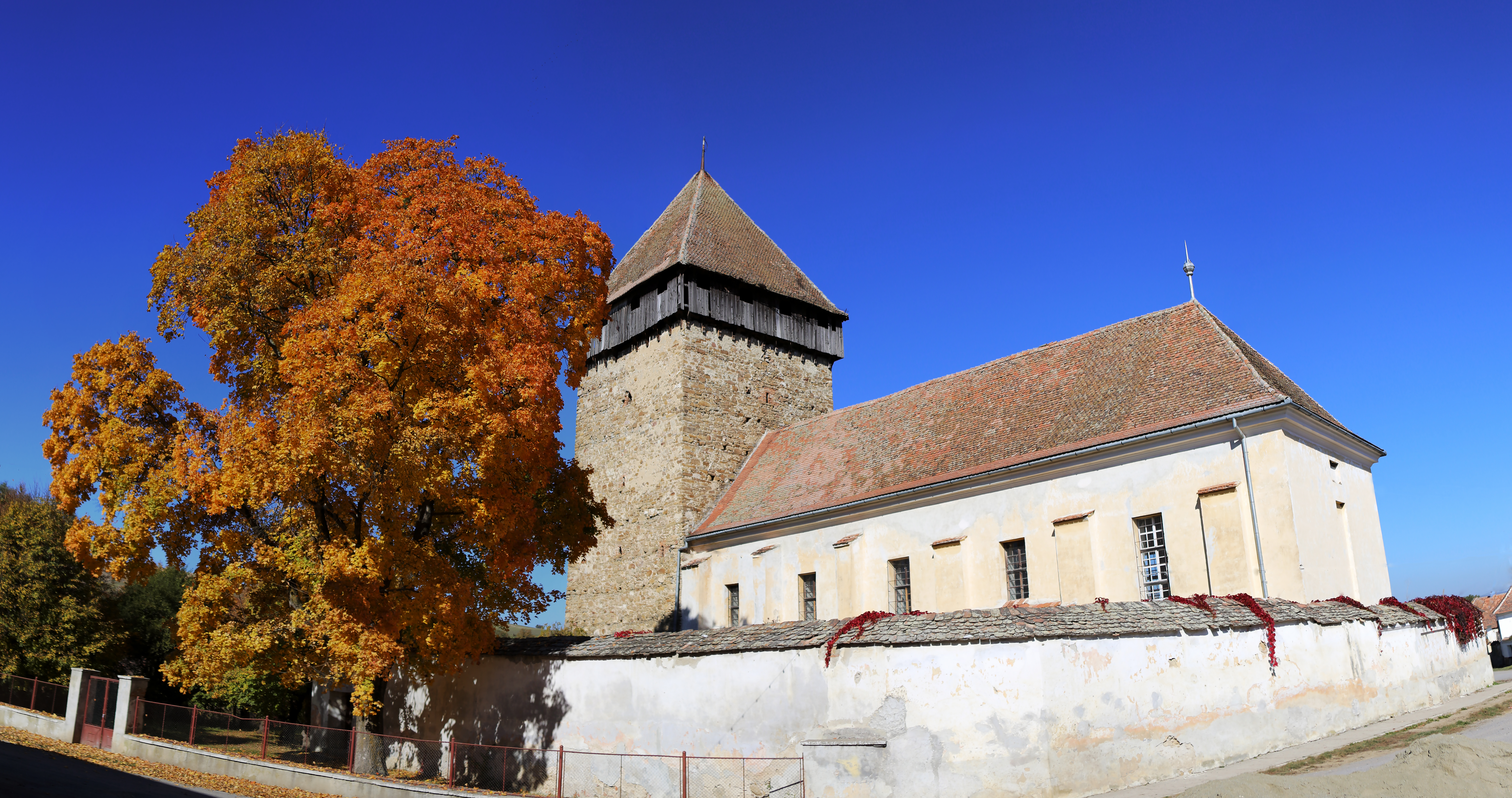
Biserica evanghelică
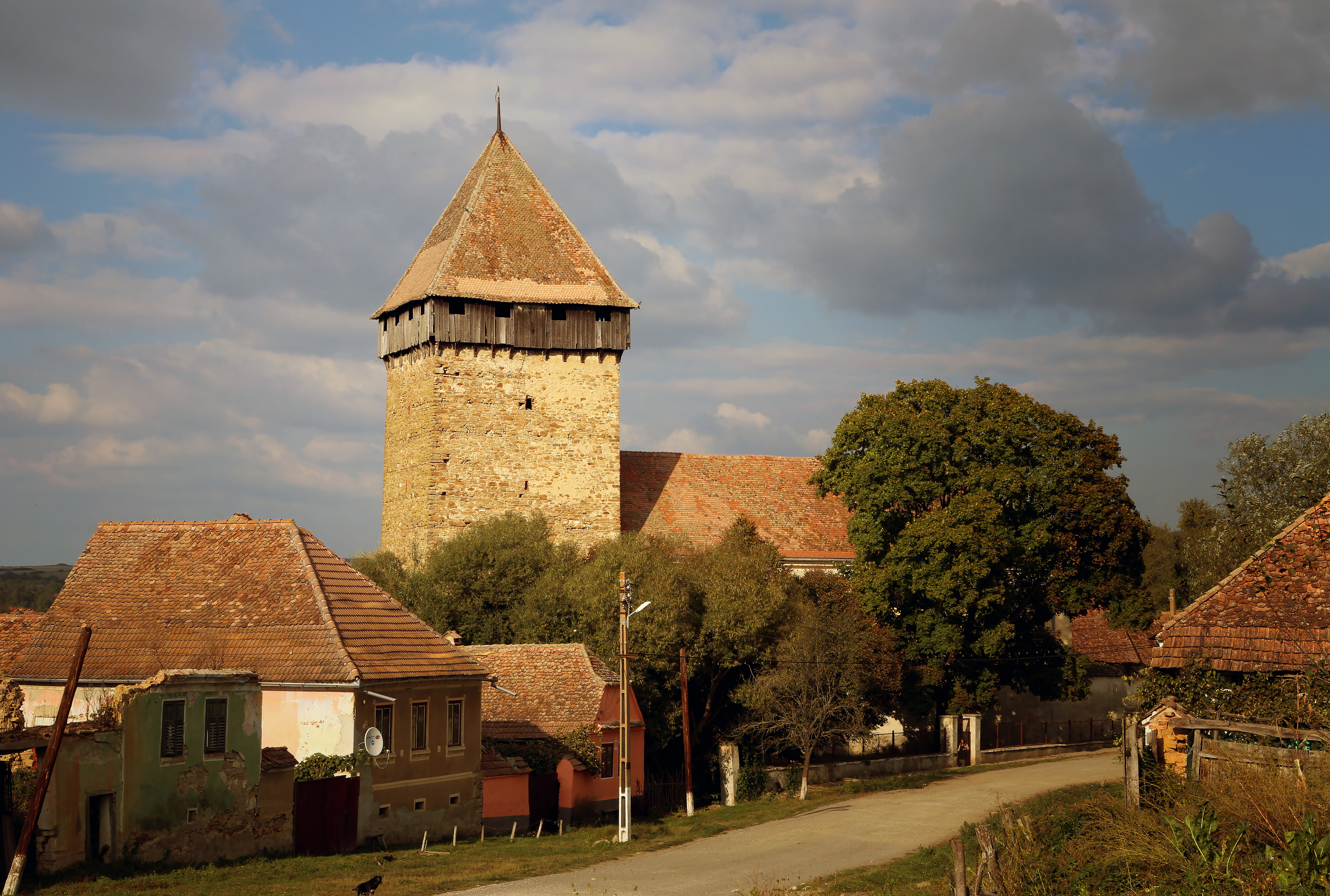
Bărcuțul la apus
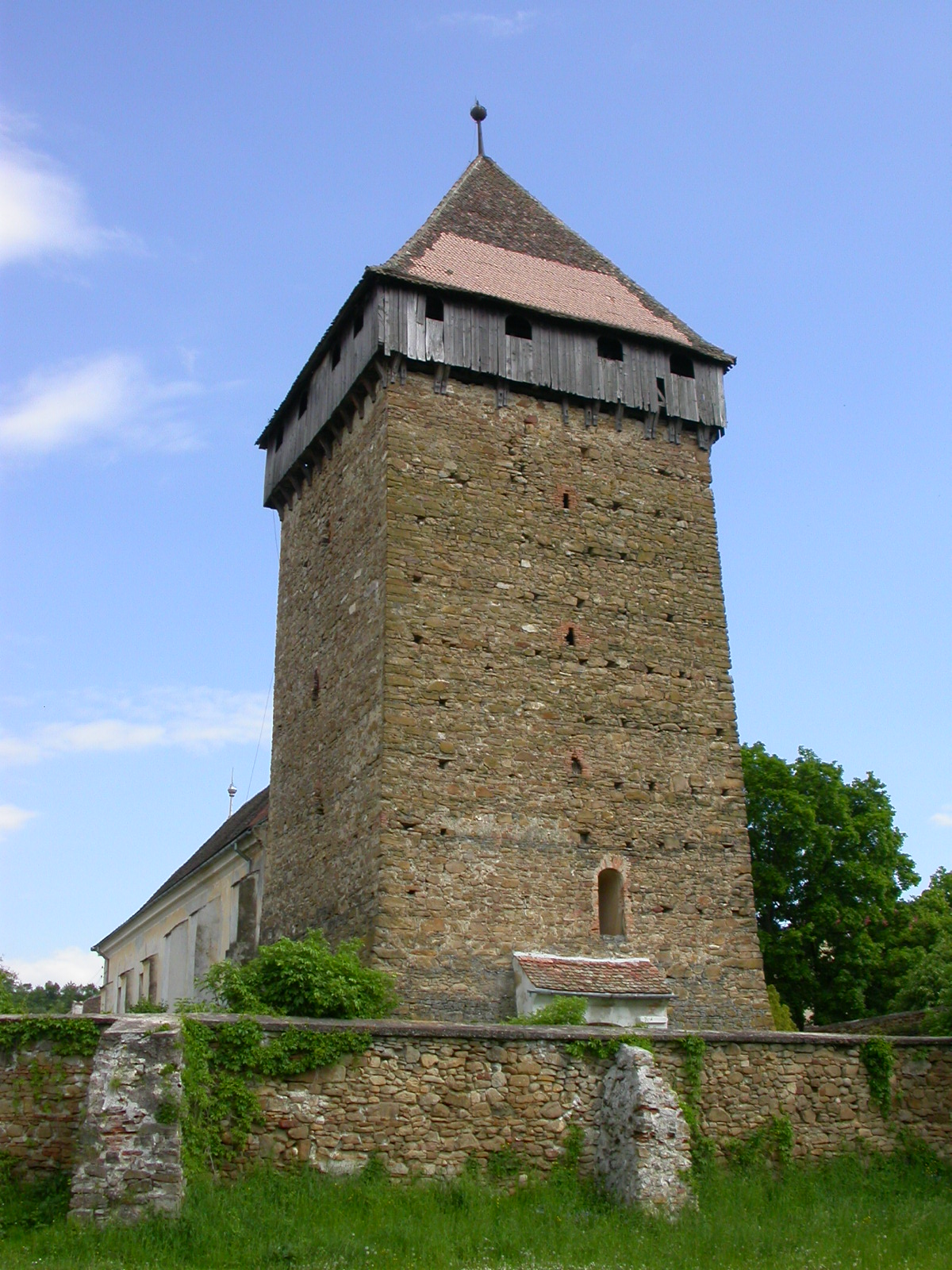
Clopotnița
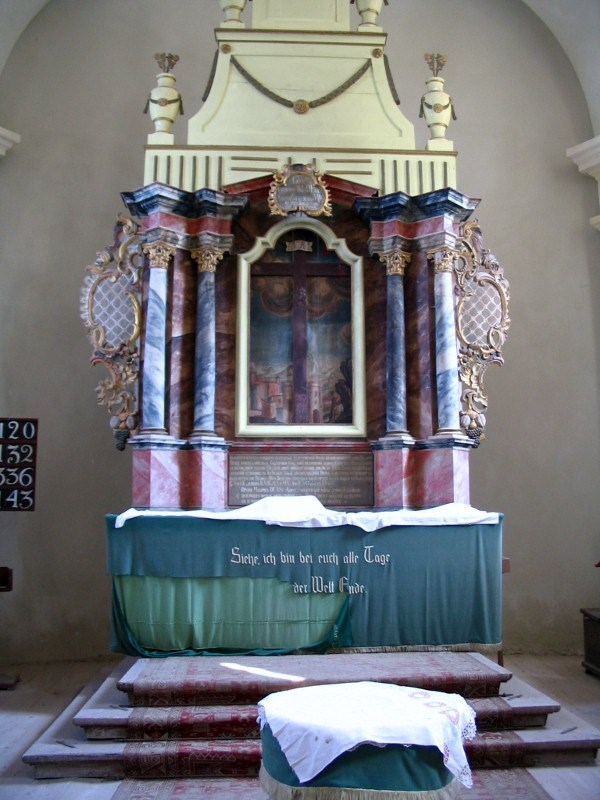
Altarul din biserica fortificată
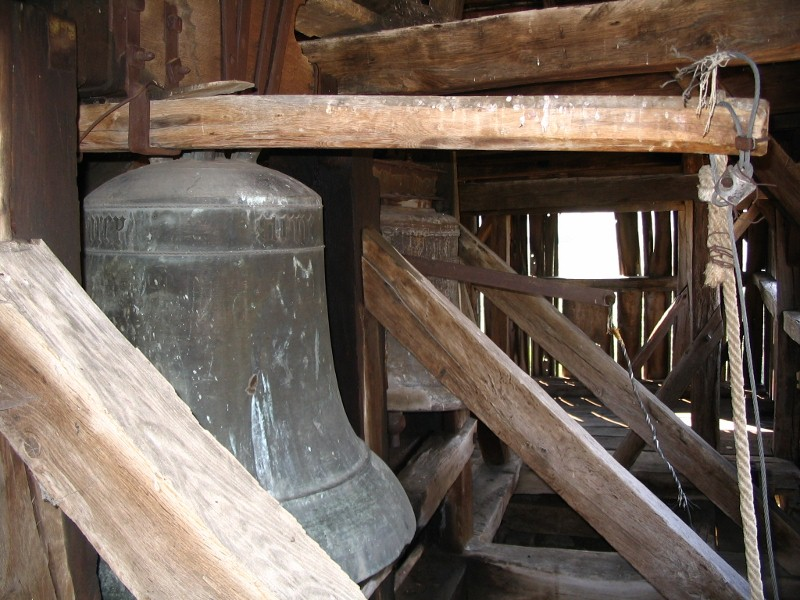
Clopotele bisericii evanghelice